# Dote ('ndrangheta)
(Lettera del 3 marzo 1973 di Domenico Papalia spedita dal carcere di Benevento a Domenico Barbaro)
Le doti o fiori sono dei conferimenti, in seno all'organizzazione di stampo mafioso definita come 'ndrangheta, simili ai gradi delle forze dell'ordine ma in opposizione ad essi per cui all'interno del consesso criminale è fatto divieto di chiamarli "gradi".
Le doti conferiscono dei poteri particolari a chi le possiede e congrui per la carica ed il ruolo che ricopre nell'organizzazione (capo-locale, contabile...). Le doti possono essere assegnate solo da persone che già la possiedono o con doti superiori.
Ogni elemento dell'organizzazione appartenente ad una 'ndrina, ad un locale (società minore o maggiore), ad un mandamento, ad una camera di compensazione o al crimine possiede una dote e sembrerebbe che negli ultimi anni ne vengano create di nuove anche per confondere le indagini delle forze dell'ordine.
Dalle indagini Crimine e infinito del 2010 è emerso come ci siano state discussioni tra le organizzazioni radicate in Lombardia e quelle in Calabria sul valore minore delle equivalenti doti assegnato al nord rispetto a quelle assegnate al sud.
Dalle intercettazioni emergono anche discussioni sul fatto che le doti di un locale al nord sarebbero dovute essere da approvare sempre dal locale di riferimento in Calabria dell'affiliato ed in particolare in un colloquio del 2009 tra il capo-locale di Genova e responsabile per la Liguria Domenico Gangemi ed il Capo-Crimine Domenico Oppedisano emerge da quest'ultimo che "le cariche vanno da giù a su e non il contrario" intendendo che le doti che contano sono quelle conferite dal Crimine che si trova in Calabria anche per non mettere in discussione la catena di comando dell'organizzazione e che per il conferimento si dà precedenza per rispetto a chi possiede una dote da più tempo. Conclude affermando che lui stesso è capocrimine in quanto possiede le più alti cariche da più tempo rispetto a chiunque altro.
Da diverse indagini sembra anche, per lo meno per le figure apicali che per l'assegnazione di una dote ci debba essere il benestare del Crimine di San Luca ed in generale degli affiliati calabresi che operano in Calabria.
Il 21 dicembre 2017 per la prima volta, il pentito Francesco Galdi, durante il processo Aemilia, afferma che anche elementi non affiliati possono ricevere il conferimento di doti particolari in linea con il ruolo che ricoprono all'esterno dell'organizzazione come: massoni, medici, magistrati e avvocati.
In una intercettazione del 5 settembre 1998 in Liguria emerse come in quel periodo in un vertice a Montalto (San Luca)  si appianarono le divergenze tra Calabria e Nord Italia sui criteri di conferimento del Vangelo definita come:"l'unificazione tra nord e sud".
Ogni conferimento di dote avviene con un rito particolare ed è benedetta da una o tre figure di riferimento per quella dote.

## Doti della società minore
Partendo dalle doti di livello inferiore per chi appartiene alla società minore abbiamo:
- Picciotto[1]
- Camorra[1]
- Sgarro[1]

La dote di picciotto è per chi era un contrasto onorato ed entra a tutti gli effetti nell'organizzazione, nella fattispecie in una ndrina e in un locale.
La dote di Camorra è per chi è picciotto o per chi già è figlio di un boss, quella di sgarro invece è assegnata a chi ha commesso almeno un omicidio e se non vi sono doti di ruolo superiore nella 'ndrina di appartenenza può ricoprire la carica di capobastone ovvero il capo della cellula criminale. È anche il ruolo apicale della società minore.
| Doti della società minore | Doti della società minore                                             | Doti della società minore | Doti della società minore                                     |
| Dote                      | Inizio della formula di rito                                          | Santo protettore          | Eventuale incisione corporale                                 |
| ------------------------- | --------------------------------------------------------------------- | ------------------------- | ------------------------------------------------------------- |
| Picciotto                 | Osso, Mastrosso e Carcagnosso...                                      | Santa Liberata            | Pungitura del dito o del braccio con un ago o con un coltello |
| Camorra                   | Osso, Mastrosso e Carcagnosso...                                      | Santa Nunzia              |                                                               |
| Sgarro                    | Osso, Mastrosso e Carcagnosso... oppure Minofrio, Mismizzu e Misgarro | Santa Elisabetta          |                                                               |

## Doti della società maggiore
(Confessione del pentito Antonio Belnome, ex capolocale di Giussano (Provincia di Monza e Brianza)
In presenza di una società maggiore la prima dote è la santa, sembrerebbe creatasi a metà degli anni '70 del secolo scorso ed è la prima dote che conferisce la possibilità di conferire con persone al di fuori dell'organizzazione che hanno prestato giuramento ad altre organizzazioni (forze dell'ordine, massoneria, magistrati) e può tradire membri con una dote di minore per salvare l'organizzazione di società maggiore.
7 persone con dote di santa hanno diritto a creare una società maggiore.
Col crescere le persone affiliate con dote di santa, si creò la dote di vangelo e successivamente nuove doti ancora.
- Santa[1]
- Vangelo[1]
- Quartino[1]
- Trequartino[1]
- Padrino o Quintino

| Doti della società maggiore | Doti della società maggiore | Doti della società maggiore | Doti della società maggiore                           |
| Dote                        | Formula di rito | Santo protettore            | Eventuale incisione corporale                         |
| --------------------------- | --- | --------------------------- | ----------------------------------------------------- |
| Santa                       | Con il permesso di Giuseppe Mazzini, Giuseppe Garibaldi e Giuseppe La Marmora... | Santi Pietri e Paolo        | Incisione o segno di una stella sulla spalla destra   |
| Vangelo                     | A nome di Gaspare, Melchiorre e Baldassarre... | Santi Pietri e Paolo        | Incisione o segno di una stella sulla spalla sinistra |
| Quartino                    | A nome del principe russo, conte leonardo e fiorentino di Spagna, con spada e spadino è formato il Quartino                                                                                                 | ?                           |                                                       |
| Trequartino                 | A nome di Gaspare, Melchiorre, Baldassarre e Carlo Magno che col suo cavallo bianco distrussero tutti i nemici del suo regno, con una mantella sulle spalle e a fianco uno spadino formarono il trequartino | Santi Pietri e Paolo        | Segno di una croce sul petto                          |
| Padrino                     | A nome del principe russo, conte Leonardo e fiorentino di Spagna, con spada e spadino è formato il Padrino                                                                                                  | Santi Pietri e Paolo        | Segno di una croce sul petto                          |

Nel 2010 con le operazioni Crimine e Infinito, attraverso le intercettazioni, vengono scoperte nuove doti:
- Crociata[13]
- Stella[1][13] (inventata da Carmelo Novella ex capo della Lombardia tra il 2007 ed il 2008[9])
- Bartolo[9] (inventata da Carmelo Novella[9])
- Mammasantissima o Mamma
- Infinito[1]
- Conte Ugolino[9]

Sembrerebbe da un'intercettazione che Domenico Oppedisano quando era Capocrimine avrebbe inventato la nuova dote dei "Cavalieri di Cristo" o dei "Cavalieri templari" e relativo rito e ne discutesse col nipote.
Nell'operazione Mandamento Ionico del 2017 si riconferma l'esistenza delle doti di Stella, Crociata e di Cavaliere di Cristo. Con l'operazione Rinascita-Scott del 2019 riemerge la dote di "Cavaliere di Cristo" nel carcere di Vibo Valentia.
Il collaboratore di giustizia Bartolomeo Arena, con dote di tre quartino, che ha collaborato all'operazione Rinascita-Scott del 2019. afferma che esisterebbero oltre a quella di Quartino e Padrino altre 23 doti tra cui quella di Bartolo e Conte Ugolino.

## Doti di mandamento
L'operazione Meta del 2010 rivela che nel mandamento Centro una figura dei De Stefano avesse la dote di Crimine, e fosse stata decisa collegialmente da tutti i locali dell'area e considerato come il vertice operativo del mandamento.

## Doti particolari
In diverse confessioni di alcuni collaboratori di giustizia si riscontrano anche doti particolari.
Il pentito Angelo Cortese racconta che Pasquale Nicoscia e Nicolino Grande Aracri avevano la dote di crimine internazionale, conferitagli da Antonio Pelle.. Anche quest'ultimo ne sarebbe detentore, come anche afferma durante il processo Rinascita-Scott nel 2021 il pentito Andrea Mantella.
Nel cosentino il pentito Mario Pranno riferisce che sin dagli anni '70 le doti presenti nella 'ndrina dei Perna-Pranno di Cosenza erano quelle comuni al resto della 'ndrangheta: picciotto, camorrista, sgarrista, santista, vangelo, crimine, diritto e medaglione..
In riferimento a quest'ultima il pentito Andrea Mantella racconta che fu Domenico Alvaro, detto Micu Scagghjiuni, quando era in soggiorno obbligato a Vibo Valentia (fino alla sua morte nel 2010), a conferire la dote a membri dei Lo Bianco e che fino ad allora era detenuta solo da alcuni membri dei Mancuso, dei Fiaré e dei Vallelunga.
Il pentito Rocco Varacalli parla della dote di associazione durante il processo Minotauro come dote di alcuni affiliati in Piemonte.
Essa viene dalla terminologia giuridica: associazione a delinquere ed è dedicata ai capi che sono ai vertici dell'organizzazione
Nel 2007 (anno della confessione) ci sarebbero state solo 7 persone con la dote di associazione tra cui: Domenico Tegano e Antonio Papalia.
Il 21 dicembre 2017 si viene a conoscenza nell'operazione Aemilia dal pentito Francesco Galdi che la "crociata" non sarebbe una dote ma un insieme di doti e nello specifico quelle della società minore e della società maggiore fino alla dote di padrino. Oltre iniziano le doti di "stella polare" tra cui quella di stella, infinito, e per la prima volta citate, quelle di "cavaliere templare" e "luce"..
La nuova strutturazione sarebbe:
- Doti di crociata:
  - Picciotto
  - Camorra
  - Sgarro
  - Santa
  - Vangelo
  - Quartino
  - Trequartino
  - Padrino o Quintino
- Doti di stella polare:
  - Associazione[1]
  - Stella
  - Infinito[1]
  - Cavaliere templare[1][25] (Galdi 2017)
  - Luce (Galdi 2017)

## Doti a non affiliati
Il 21 dicembre 2017 si viene a conoscenza nell'operazione Aemilia sempre dal pentito Francesco Galdi che vi sarebbero doti speciali anche per chi non è affiliato ed appartiene a particolari categorie sociali quali: magistrato, medico, avvocato....